# 鹿屋航空基地
鹿屋航空基地（かのやこうくうきち、英:JMSDF Kanoya Air Base）は、鹿児島県鹿屋市西原3丁目11-2に所在し、第1航空群等が配置されている海上自衛隊の基地である。主に固定翼哨戒機の実働部隊、および哨戒ヘリコプター搭乗員教育訓練部隊の航空基地として、日本の南西海域の安全保障と、奄美群島から甑島列島におよぶ広大な海域・離島の海難・急患輸送を担当する部隊が利用する。

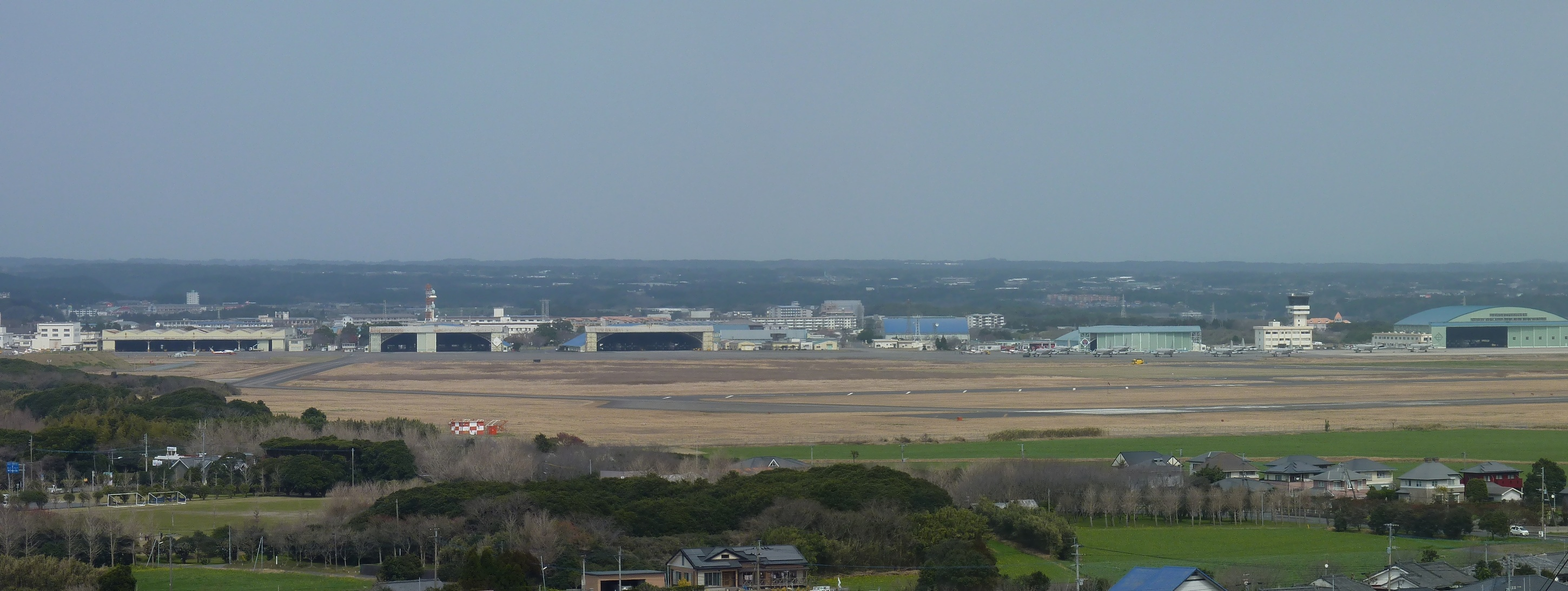
鹿屋航空基地（霧島ヶ丘から撮影）

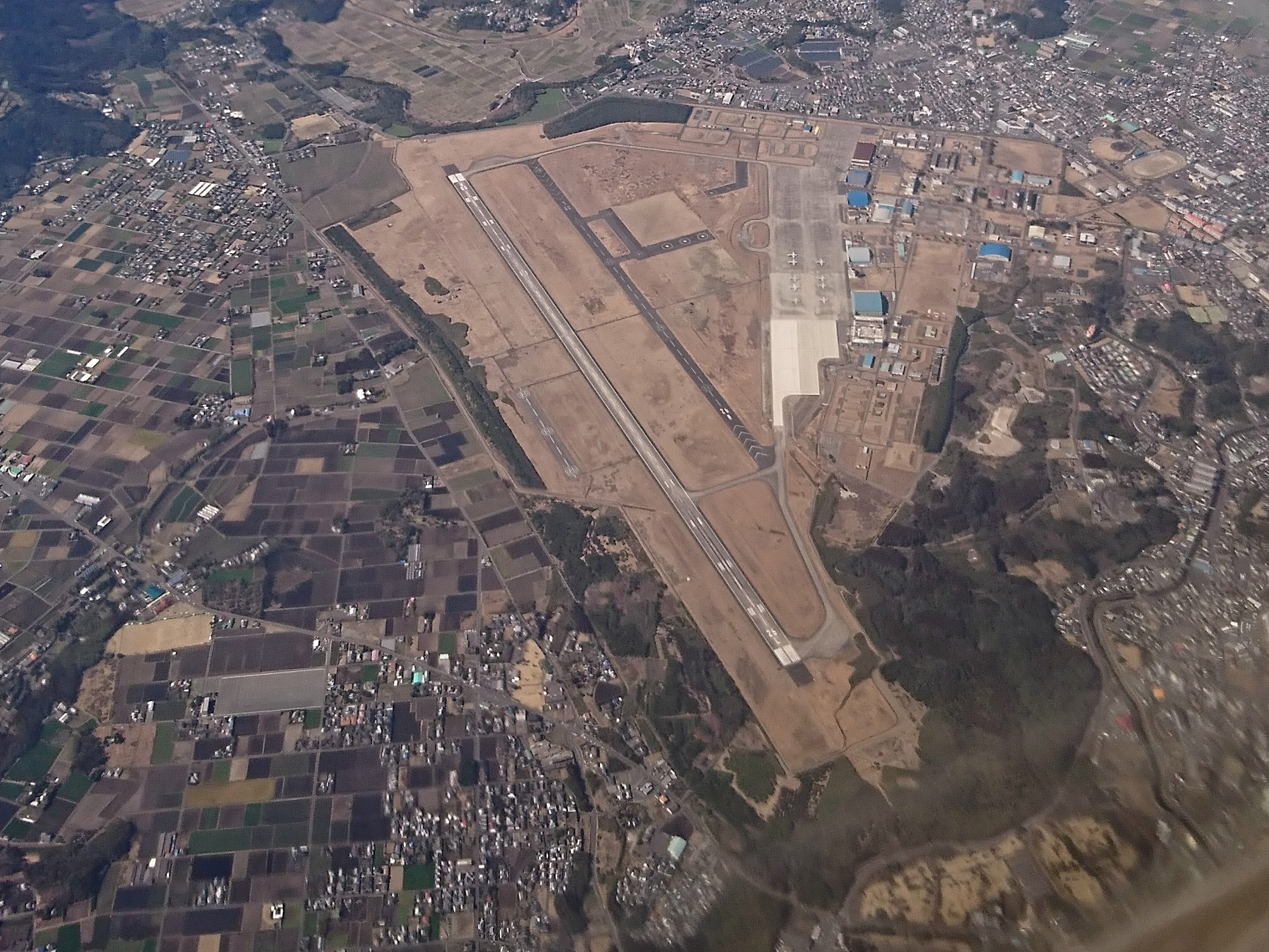
鹿屋基地を空撮（2020年）

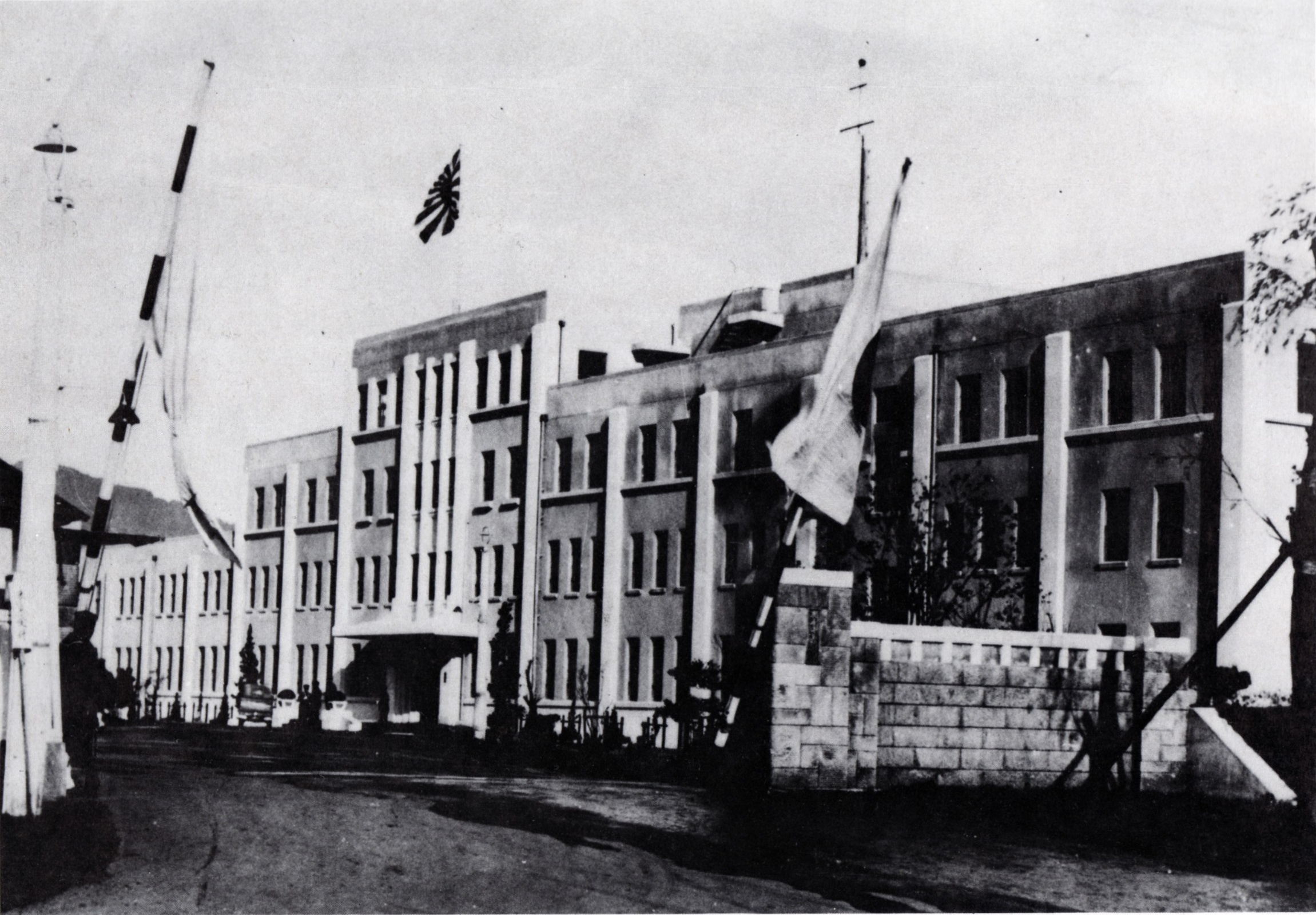
海軍航空隊本部（後の第1航空群司令部。2015年解体）

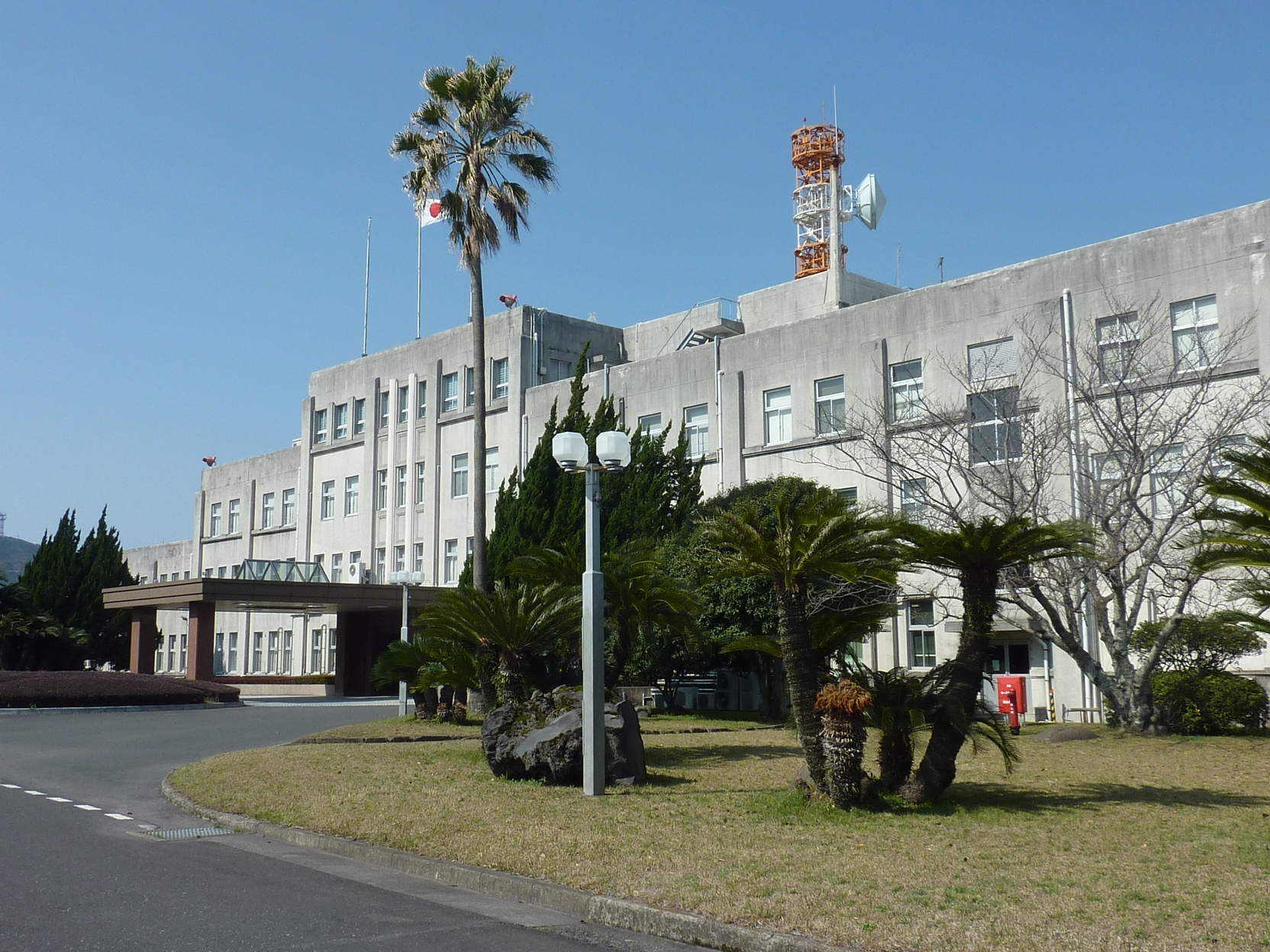
第1航空群司令部旧庁舎（2010年代撮影）

## 概要
戦前から使われている航空基地であり、神風特別攻撃隊の出撃基地でもあった。滑走路脇には、今でも零式艦上戦闘機の掩体壕が残されており、司令部庁舎も戦前に建造されたものが2015年（平成27年）まで使用されていた。
アメリカ海軍やアメリカ海兵隊にとっては、普天間飛行場に移動するヘリコプター部隊が、途中給油に立ち寄る重要な航空基地である。2005年（平成17年）10月、アメリカ軍の再編計画により、山口県岩国飛行場に配備されているアメリカ海兵隊所有の空中給油機が鹿屋航空基地に移駐することで、日米両政府が合意した。
2008年（平成20年）3月26日、海上自衛隊航空部隊再編が行われた。第1航空群隷下の第7航空隊が廃止され、第1航空隊へ統合。鹿屋救難飛行隊が編成替えし、第72航空隊（隊本部：大村航空基地）鹿屋航空分遣隊に変更された。
鹿屋航空基地の一角には、大日本帝国海軍時代から海上自衛隊に至るまでの史料を集めた鹿屋航空基地史料館が開設されており、館周辺には海上自衛隊が使用した航空機や大日本帝国海軍の二式大型飛行艇などが展示されている。

## 沿革
大日本帝国海軍
- 1936年（昭和11年）4月1日 - 大日本帝国海軍鹿屋海軍航空隊が創設される[1]。
- 太平洋戦争中は、末期の沖縄戦の頃に第5航空艦隊司令部が置かれ、菊水作戦における神風特別攻撃隊の中心的な出撃基地となり、828名が出撃した。

アメリカ軍
- 1945年（昭和20年）9月3日 - アメリカ第5空軍が鹿屋航空基地に進駐、1948年11月まで駐留する[1]。

警察予備隊鹿屋駐屯地
- 1950年（昭和25年）12月1日：警察予備隊鹿屋駐屯部隊が編成される[2]。
- 1951年（昭和26年）5月1日：鹿屋部隊を母体に警察予備隊第4管区隊第12連隊が新編。
- 1952年（昭和27年）
  - 10月：施設教育隊が新編。
  - 11月22日：施設教育隊を称号変更し、第535施設大隊が編成完結。

保安隊鹿屋駐屯地・警備隊
- 1953年（昭和28年）
  - 12月1日 - 警備隊鹿屋航空隊が開隊される[2]。
  - 12月10日：小郡駐屯地開設により、独立第535施設大隊が小郡駐屯地へ移駐[3][4]。

陸上自衛隊鹿屋駐屯地・海上自衛隊鹿屋航空基地
- 1954年（昭和29年）7月1日：

1. 陸上自衛隊発足により、第12連隊が第12普通科連隊に称号変更。
2. 海上自衛隊鹿屋航空隊と改称される[2]。

- 1955年（昭和30年）11月21日：

1. 第12普通科連隊（陸上自衛隊鹿屋駐屯部隊）が国分駐屯地へ移駐し、鹿屋駐屯地が廃止[5]。
2. 鹿屋航空基地の全域が海上自衛隊の管轄となる[2]。

海上自衛隊鹿屋航空基地
- 1961年（昭和36年）9月1日 - 第1航空群（航空集団隷下）、鹿屋教育航空群（教育航空集団隷下）、鹿屋航空工作所（佐世保地方隊隷下）が新編される。
- 1987年（昭和62年）12月1日 - 鹿屋教育航空群及び同群隷下の第203教育航空隊が廃止となり、同隊所属のP-2Jにより第7航空隊（第１航空群隷下）が新編される。第211教育航空隊は教育航空集団直轄となり、鹿屋に残留。
- 1998年（平成10年）12月8日 - 鹿屋航空工作所が廃止、第1航空修理隊（航空集団隷下）が新編される。
- 2008年（平成20年） 
  - 3月26日 - 海上自衛隊航空部隊再編に伴い、第1航空群隷下の第7航空隊が廃止され第1航空隊へ統合、同じく鹿屋救難飛行隊が第22航空群（司令部:大村航空基地）隷下の第72航空隊に編成替えとなり、「第72航空隊鹿屋航空分遣隊」に改称。旧第1航空隊配備の連絡機LC-90は第61航空隊（厚木航空基地）へ集約移動。
  - 11月5日 - 日米地位協定第2条第4項（b）の適用施設・区域として在日米軍に新規提供される（施設・区域名: 鹿屋飛行場、 Kanoya Air Base, FAC 5127）[6]。
- 2015年（平成27年）- 海軍航空隊本部時代から使用されていた司令部庁舎が解体され、新庁舎となる。
- 2018年（平成30年）
  - 3月23日 - 第211教育航空隊を「第211教育航空隊」（回転翼基礎課程及び計器飛行課程担任）と「第212教育航空隊」（実用機課程担任）に分離改編[7][8]。
  - 4月2日 - 第72航空隊の廃止に伴い、鹿屋航空分遣隊が第22航空隊隷下に編成替え。
- 2019年（令和元年）7月 - P-3Cの後継としてP-1を配備[9]。
- 2022年（令和04年）
  - 3月1日 - 海上自衛隊警務隊の改編により、佐世保地方警務隊鹿屋警務分遣隊が鹿屋警務班に改編[10]。
  - 11月21日 - アメリカ空軍が無人偵察機MQ-9の運用を開始。2023年11月までの予定[11]。
- 2023年（令和05年）
  - 1月：第22航空群隷下の第22航空隊鹿屋航空分遣隊が廃止[12]。
  - 11月：アメリカ空軍のMQ-9が米軍嘉手納飛行場に移転[13]。

## 配置部隊
- 第1航空群
  - 第1航空隊 - 海上自衛隊初の航空部隊として1961年9月に編成。2008年3月に第7航空隊と統合し再編成。固定翼哨戒機で哨戒を行う主力部隊。平素から南西諸島方面の哨戒に当たっている。2021年現在はP-1を運用[14]。
  - 第1整備補給隊 - 鹿屋航空基地に配備された航空機の整備を行う。
  - 鹿屋航空基地隊 - 施設管理、警備、福利厚生、航空管制など基地業務全般を行う。

- 第1航空修理隊 - 航空集団隷下。海上自衛隊が使用する航空機の修理等を行う。
- 第211教育航空隊 - 教育航空集団隷下。初等飛行教育を終えた訓練生に回転翼基礎課程及び計器飛行課程の教育・養成を行う[7]。2018年現在はTH-135を運用。
- 第212教育航空隊 - 教育航空集団隷下。計器飛行課程を終えた訓練生に実用機の教育・養成を行う[7]。2018年現在はSH-60Kを運用。

- 鹿屋システム通信分遣隊 - 基地内の通信の維持管理を行う。
- 佐世保地方警務隊本部鹿屋警務班 - 基地内の治安維持に当たる。

## 航空保安無線施設
| 局名   | 種類  | 識別信号 | 周波数 |
| KANOYA | NDB   | JA       | 238KHz |
| KANOYA | TACAN | JAT      | CH-85  |

## 航空祭
毎年4月下旬（2009年以前は5月中旬。2010年は4月11日）に「エアーメモリアルinかのや」（エアメモ）の名称で航空祭が開催されている。世界的にも珍しいP-3Cによる機動展示飛行を実施していた。
1994年の「鹿屋航空隊開設40周年」を機に鹿屋市との共催のかたちで開始された。初回はP-2J退役式典も同時に行われ、T-2ブルーインパルスは新田原基地よりリモートで展示飛行を行った。2004年4月29日には「鹿屋航空隊開設50周年」記念の航空祭が開催され、ブルーインパルスが同基地に初展開し展示飛行を行った。2014年にも鹿屋航空隊・自衛隊創設60周年を記念し10年ぶりとなるブルーインパルスの飛行展示が行われている。2017年の当基地航空祭において米海軍P-8Aを初展示、翌年には飛行展示を実施した。
2000年は宮崎県で発生した口蹄疫の影響で、2011年は東北地方太平洋沖地震（東日本大震災）の影響（展示予定であったブルーインパルスも1機が被災）で中止。2016年（4月23日・24日予定）はMV-22 オスプレイや零式艦上戦闘機（ゼロ戦）などの公開が予定されていたが、4月14日以降に発生した熊本地震の影響により同月16日に中止を決定した。2020年・2021年・2022年はSARS-CoV-2の感染状況をふまえて中止された。
2015年は同年2月に鹿屋航空基地所属のOH-6DAの墜落事故があったものの、予定通り開催された。2016年も同年4月6日に航空自衛隊入間基地所属のU-125が鹿屋航空基地の設備点検中に墜落する事故があったものの、同月12日時点では予定通り開催するとしていた。
2017年以降は「働くヘリコプター地上展示」として、海上保安庁鹿児島航空基地、鹿児島県警察航空隊、鹿児島県防災航空隊、米盛病院のヘリコプターをそれぞれ展示させている。

## 主な事故
鹿屋航空基地所属部隊に関連する事故を列挙する。
- 1961年12月9日 - 姶良郡姶良町（現在の姶良市）を祝賀飛行中のSNJが墜落、2名が殉職[23]。
- 1962年2月6日 - SNJが栗野岳に墜落、2名が殉職[23]。
- 1962年9月3日 - 災害派遣で飛行中のP2V-7が奄美大島・名瀬市（現在の奄美市）のらんかん山に衝突、12名が殉職[24]。
- 1967年12月13日 - S-55Aが訓練飛行中に鹿屋航空基地東方に墜落、4名が殉職[24]。
- 1972年7月26日 - P2V-7が台風避退帰投中に高隈山に衝突、7名が殉職[25]。
- 2015年2月12日 - OH-6DAが訓練飛行中に宮崎県えびの市の山中に墜落、3名が殉職（OH-6DAえびの墜落事故を参照）

この他、鹿屋基地所属部隊ではない組織の事故として、2016年4月6日に航空自衛隊入間基地所属のU-125が鹿屋航空基地の戦術航法装置（TACAN）の点検飛行中に高隈山の御岳山頂付近（標高900メートル付近）に墜落し、6名が殉職する事故（U-125御岳墜落事故を参照）や、2023年8月22日に在日米軍が一時展開中のMQ-9が着陸時、滑走路オーバーシュート、陸上施設接触後、敷地内にて停止する事故などが発生している。

## その他
2016年1月27日、零式艦上戦闘機の試験飛行が当基地で行われた。この機体は1970年代にパプアニューギニアで破損状態で発見され、アメリカ人コレクターが回収。その後ロシアで修復し、日本人が買い取ったもので、元ラバウル航空隊所属機と推定される。なお、エンジンは損傷が激しかったためオリジナルの栄からプラット・アンド・ホイットニー社製に換装されている。当日は往年の航空機ファンやレシプロ機愛好家など、全国から集まったファンの前で約20分間飛行した。試験飛行の様子はニコニコ生放送でライブ中継された。
その後、長期間駐機する予定の鹿児島空港まで自力飛行により移動し、写真撮影など各種記念イベントを開催。同空港では、この月の構内売上が急増し、全国でも零戦プラモデルを発売しているメーカーの生産が追い付かず、一時的に入荷待ち状態になるなどの動きがあった。2013年の映画『風立ちぬ』公開以降、アメリカでは新たな「Zeke（連合軍側のコードネーム）愛好家団体」が設立されるなど、零戦ブームは国内外において盛り上がりを見せた。この「零式艦上戦闘機 里帰りプロジェクト」は、クラウドファンディングで調達した資金が活用された。